# Lissonota mutator
Lissonota mutator är en stekelart som beskrevs av Aubert 1969. Lissonota mutator ingår i släktet Lissonota och familjen brokparasitsteklar. Inga underarter finns listade i Catalogue of Life.